# Badis dibruensis
Badis dibruensis е вид бодлоперка от семейство Badidae.

## Разпространение
Видът е разпространен в Индия (Асам).

## Описание
На дължина достигат до 4,1 cm.